# Campylopus denticuspis
Campylopus denticuspis är en bladmossart som beskrevs av Brotherus 1916. Campylopus denticuspis ingår i släktet nervmossor, och familjen Dicranaceae. Inga underarter finns listade i Catalogue of Life.